# Dinastía Giray

Tamga de la dinastía.

La dinastía Giray (en tártaro de Crimea: singular Geray, plural Geraylar), ortografía alternativa Guirey, Ghirai, Ghiray, Geray, fue una dinastía descendiente de Gengis Kan, que reinó en el Kanato de Crimea desde su creación en 1427 hasta su caída en 1783. Su fundador fue Hacı I Giray. La dinastía también proporcionó varios kanes de Kazán y Astracán entre 1521 y 1550. Aparte de los Girays reales, hay también una rama lateral, los Choban Girays (Çoban Geraylar). Antes de llegar a la mayoría de edad, los jóvenes Girays eran criados por las tribus circasianas, donde eran instruidos en el arte de la guerra. Los kanes Giray eran elegidos por otras dinastías tártaras de Crimea, llamadas mirzas (mırzalar). También se elegía a un heredero, llamado sultán qalgha (qalğa sultan). Más tarde, el sultán otomano obtuvo el derecho de instalar y deponer a los kanes a su voluntad.

## Durante la soberanía otomana
Según algunos estudiosos, los Girays eran considerados como la segunda familia del Imperio otomano después de la casa otomana: "Si Roma y Bizancio representan dos de las tres tradiciones internacionales de legitimidad imperial, la sangre de Gengis Kan es la tercera... Si los otomanos nunca se extinguieran, se entiende que los Girays tampoco".
Durante el siglo XV y principios del XVI, los kanes Giray fueron el segundo emperador otomano, y superior al Gran Visir, según el protocolo otomano. Después de la rebelión de Semiz Mehmed Giray, el sultán degradó al kan de Crimea al nivel de Gran Visir. Los kanes Giray también fueron soberanos de su propio reino. Podrían emitir monedas, hacer decretos de ley, y tener sus propias tughras.

## Caída
Después de la anexión del Kanato de Crimea por el Imperio ruso en 1783, el último kan, Şahin Giray, se mantuvo nominalmente en el poder hasta 1787, fecha tras la que se refugió en el Imperio otomano, y fue ejecutado en Rodas.
Las autoridades rusas permitieron que otros descendientes de esta familia residieran en el palacio de Bajchisarái. El joven hijo de Selim III, Qattı Giray, fue convertido al protestantismo por misioneros y se casó con una heredera escocesa.

## Tras la caída
Desde la anexión, la mayoría de los Girays han vivido en Turquía, sin embargo, algunos de ellos han vivido en otros países. Desde el último kan de Crimea, Şahin Giray, sus hijas y nietos viven en Bursa y Estambul. 